# Ecologização do deserto

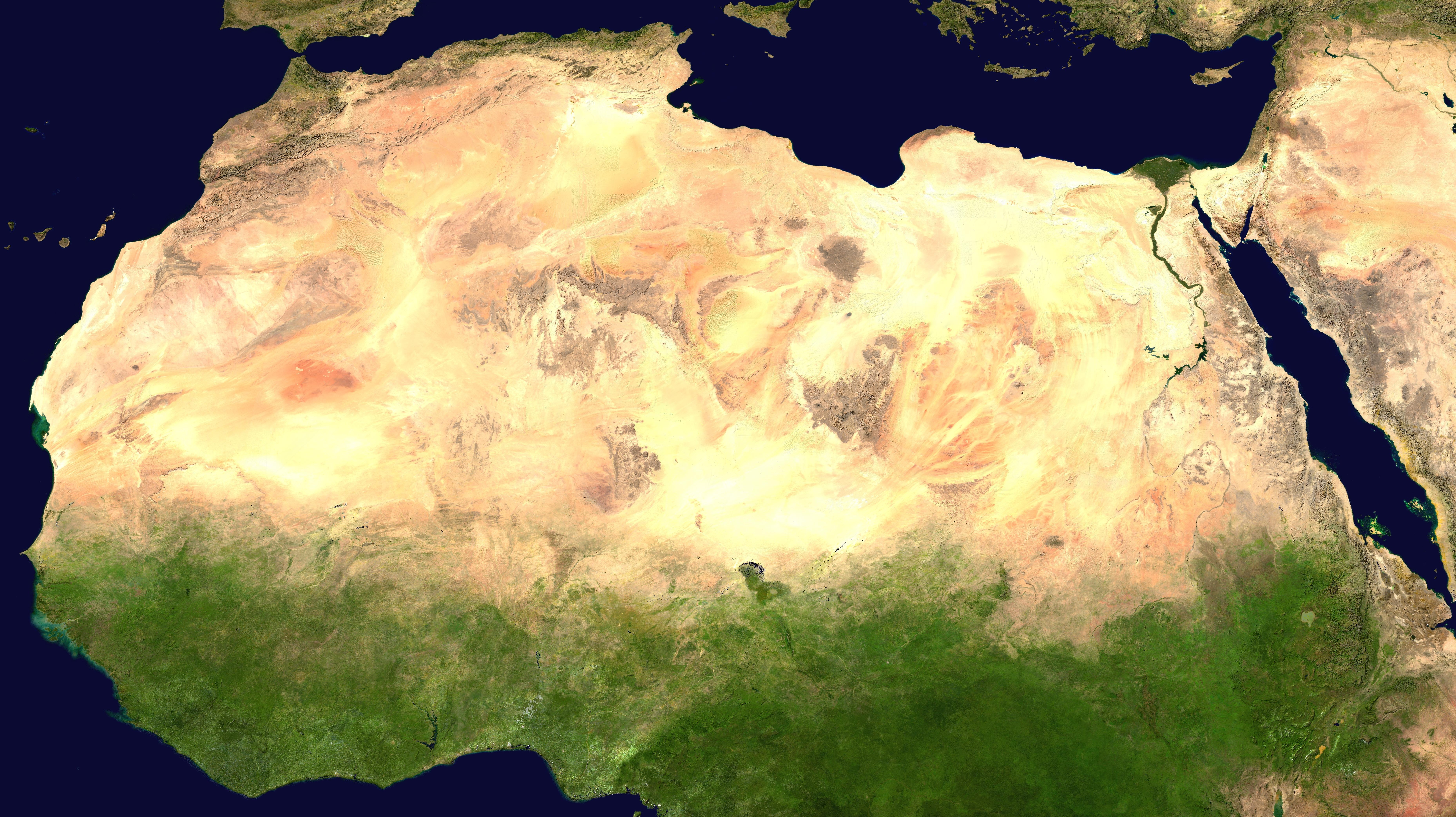
Uma imagem de satélite do Saara, o maior deserto quente do mundo e o terceiro maior deserto depois da Antártica e do Ártico.

A ecologização do deserto é o processo de florestação ou revegetação de desertos para restauração ecológica (biodiversidade), agricultura e silvicultura sustentáveis, mas também para recuperação de sistemas naturais de água e outros sistemas ecológicos que sustentam a vida. O termo "ecologização do deserto" destina-se a ser aplicado a desertos áridos e semiáridos frios e quentes (ver sistema de classificação climática de Köppen). Não se aplica a regiões cobertas de gelo ou permafrost. Refere-se a cerca de 32 milhões de quilómetros quadrados de terra. Os desertos abrangem todos os sete continentes da Terra e constituem quase um quinto da massa terrestre da Terra, áreas que recentemente têm aumentado de tamanho.
À medida que alguns desertos se expandem e as temperaturas globais aumentam, os diferentes métodos de ecologização dos desertos podem fornecer uma resposta possível. A introdução de flora adequada em desertos tem uma série de benefícios ambientais, desde o sequestro de carbono até ao fornecimento de habitat para a  fauna e à geração de oportunidades de emprego e à criação de áreas habitáveis para as comunidades locais.
A prevenção da desertificação da terra é um dos 17 Objetivos de Desenvolvimento Sustentável delineados pelas Nações Unidas. A ecologização do deserto é um processo que visa não só combater a desertificação, mas também promover um ambiente onde as plantas possam criar um ambiente sustentável para todas as formas de vida, preservando ao mesmo tempo a sua integridade.

## História

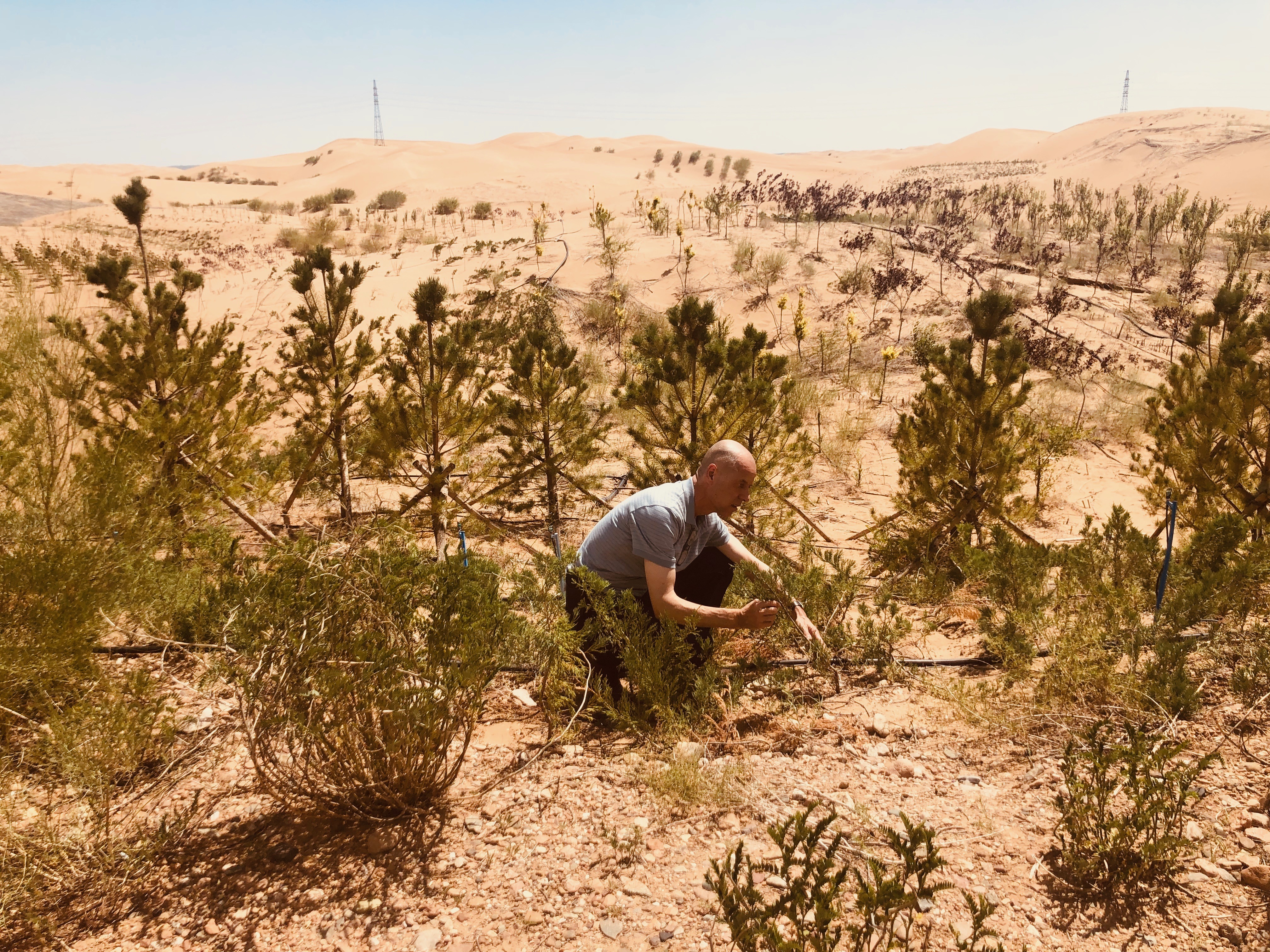
Reflorestamento no deserto de Kubuqi, China.

A prática recente de ecologização do deserto remonta a um professor de horticultura e agricultor japonês, Seiei Toyama, que passou 30 anos da sua vida em esforços para tornar o deserto de Kubuqi mais verde, na China. Ele foi o autor do texto Greening the Deserts: Techniques and Achievements of Two Japanese Agriculturists junto com Masao Toyama, publicado em 1995. Durante o seu tempo como professor na Universidade de Tottori, Toyama foi capaz de revitalizar as dunas arenosas circundantes em quintas geradoras de receitas através das suas técnicas de irrigação e conhecimento de espécies de plantas. Após a sua reforma em 1972, ele seguiu projetos agrícolas na China que incluíam a conservação das margens erodidas do Rio Amarelo com o plantio de vinhas Kudzu, a introdução de técnicas de cultivo de uva na Região Autónoma de Ningxia Huizu, e o seu projeto mais conhecido no Desenvolvimento do Deserto Engebei, um oásis no deserto de Kubuqi, na Mongólia Interior.

## Técnicas de ecologização do deserto
Ao estabelecer ou restabelecer a vegetação em ecossistemas desérticos, há muitos fatores a considerar antes de implementar uma estratégia específica. É importante ter em conta fatores como a localização geográfica da área, a quantidade de precipitação anual, a temperatura média, a qualidade do solo, a disponibilidade de nutrientes, a vida vegetal e animal nativa, juntamente com o impacto humano quando se pretende restaurar um bioma de deserto degradado ou perturbado.

### Plantio
As estratégias de plantio no deserto são diferentes das práticas convencionais de plantio, especialmente nos estágios iniciais. Os desertos são regiões em que a precipitação anual é consideravelmente menor que a evaporação, dificultando a sobrevivência de plantas e animais não especializados no bioma. Uma das maneiras de garantir o sucesso da vida vegetal é que, antes de serem plantadas no deserto, as plantas são frequentemente cultivadas primeiro em estufas, permitindo o desenvolvimento do sistema radicular. Frequentemente, as espécies de plantas plantadas em regiões desérticas são aquelas capazes de sobreviver com água limitada e de resistir aos raios diretos do sol. No entanto, os desertos também variam, sendo alguns quentes e secos e outros semiáridos, e as plantas que podem sobreviver num deserto costeiro podem não ser capazes de suportar as temperaturas consideravelmente mais elevadas dos desertos quentes e secos. Portanto, ao plantar em desertos como um esforço para restaurar o ecossistema ou para criar um espaço mais verde, é importante que a vegetação plantada seja adequada ao deserto em que está a ser plantada.
Utilizando espécies pioneiras do deserto, como Acamptopappus shockleyi ou Lepidium fremontii, que são nativas do deserto de Mojave, e halófitas como a Salicornia contribuem positivamente para os esforços de ecologização do deserto. Plantação de árvores que armazenam água, inibem a erosão do solo através do vento, levantam água dos aquíferos subjacentes, reduzem a evaporação após uma chuva, atraem animais (e, portanto, a fertilidade através das fezes), e podem causar mais chuva (pela redução da temperatura e outros efeitos), se a área plantada for grande o suficiente. Outro método de introdução ou reintrodução de vegetação em desertos é através da semeadura, que envolve a dispersão de sementes manualmente ou por via aérea, dependendo do tamanho da região submetida aos esforços de vegetação. Usar a semeadura como técnica de esverdeamento do deserto em grande escala requer mais tempo para que o ecossistema se recupere e para que a vegetação se estabeleça, como foi visto no Deserto de Mu Us. Além disso, existem desvantagens potenciais devido à vulnerabilidade ambiental e à predação por animais do deserto, colocando em risco o sucesso desta técnica.

### Paisagismo e infraestrutura verde
Com o crescimento da população humana em áreas urbanas localizadas perto de desertos, o ecoscaping tornou-se uma estratégia importante na conceção e construção de infraestruturas. Usando o software National Tree Benefit Calculator, foi estabelecido que se Acacia tortilis, Ziziphus spina-christi e Phoenix dactylifera fossem plantadas numa cidade desértica como Doha, isso produziria uma série de benefícios ambientais, juntamente com ganhos económicos, incluindo sequestro de carbono e redução da poluição do ar, redução do índice de calor urbano, prevenção do escoamento de águas pluviais e aumento do valor dos imóveis. À medida que as temperaturas globais aumentam, os impactos ambientais são consideravelmente maiores nas regiões secas com níveis de precipitação reduzidos e vulneráveis à desertificação.

### Agricultura
A agricultura no deserto ou agricultura árida, refere-se à prática de cultivo em regiões áridas ou desérticas onde a escassez de água e as condições climáticas extremas representam desafios significativos para a agricultura tradicional. A agricultura no deserto envolve o emprego de diversas técnicas com a ajuda da tecnologia para superar as limitações agrícolas impostas por um ambiente árido. Algumas abordagens comuns utilizadas na agricultura no deserto incluem gestão da água, melhoria do solo, seleção de culturas, sombra e quebra-ventos, estufas e ambientes controlados. Globalmente, a agricultura no deserto visa maximizar a utilização eficiente dos recursos hídricos, melhorando simultaneamente a qualidade do solo e plantando culturas adequadas ao ambiente para superar os desafios dos ambientes áridos. Isto permite aos agricultores cultivar e sustentar a produção agrícola em regiões tradicionalmente consideradas inóspitas para a agricultura.
O cultivo em estufa, também conhecido como  agricultura em ambiente controlado, refere-se à prática de cultivo de plantas dentro de uma estrutura fechada chamada estufa. É um método de produção agrícola que envolve a criação de um ambiente controlado para otimizar o crescimento das plantas e proteger as culturas de fatores externos, como condições climáticas extremas, pragas e doenças. Numa estufa, vários fatores ambientais, tais como temperatura, humidade, intensidade de luz e níveis de dióxido de carbono, podem ser monitorizados e ajustados para criar condições ideais de crescimento para as plantas. Isto é conseguido através de várias tecnologias, tais como sistemas de aquecimento e arrefecimento, ventilação, sistemas de irrigação, iluminação artificial e medidas de controlo de pragas. As estufas são normalmente feitas de materiais transparentes, como vidro ou plástico, que permitem a entrada da luz solar enquanto retêm o calor no seu interior. Isto ajuda a manter uma temperatura mais quente em relação ao ambiente externo, prolongando o período de cultivo e possibilitando o cultivo de plantas que não são naturalmente adequadas ao clima local.
As estufas de água do mar são sistemas inovadores que utilizam a água do mar para o cultivo em regiões áridas e com escassez de água. Estas estufas empregam uma combinação de técnicas de arrefecimento evaporativo, humidificação e dessalinização para criar um ambiente controlado para o crescimento das plantas. Um exemplo proeminente de estufa de água do mar é a Seawater Foundation. A Seawater Foundation é uma organização sem fins lucrativos que visa abordar a escassez global de alimentos e água através da utilização de estufas de água do mar. O seu sistema de estufa utiliza arrefercimento evaporativo para criar uma atmosfera húmida para as plantações, enquanto que a água do mar é usada para fins de humidificação e arrefecimento. Outro exemplo notável é a Estufa IBTS (Integrated Biosphere Tectonics Systems), desenvolvida pela Seawater Greenhouse Ltd. A Estufa IBTS utiliza água do mar para arrefecer e humidificar o ar dentro da estufa. Incorpora sistemas de dessalinização solar para converter a água do mar em água doce, que é então usada para irrigar as plantas. O conceito de estufas de água do mar oferece diversas vantagens. Em primeiro lugar, permite o cultivo de culturas em regiões áridas com disponibilidade limitada de água doce, reduzindo a pressão sobre as fontes tradicionais de água doce. Em segundo lugar, o ambiente húmido e fresco criado dentro destas estufas promove o crescimento eficiente das plantas, mesmo em climas quentes. Por último, o processo de arrefecimento evaporativo pode potencialmente produzir água doce como subproduto, contribuindo para a sustentabilidade da água. Ao aproveitar o poder da água do mar e das tecnologias inovadoras de efeito estufa, estas iniciativas estão a contribuir para uma agricultura sustentável e a enfrentar os desafios colocados pela escassez de água e pelas alterações climáticas.

## Gestão de recursos hídricos

### Disponibilidade de água

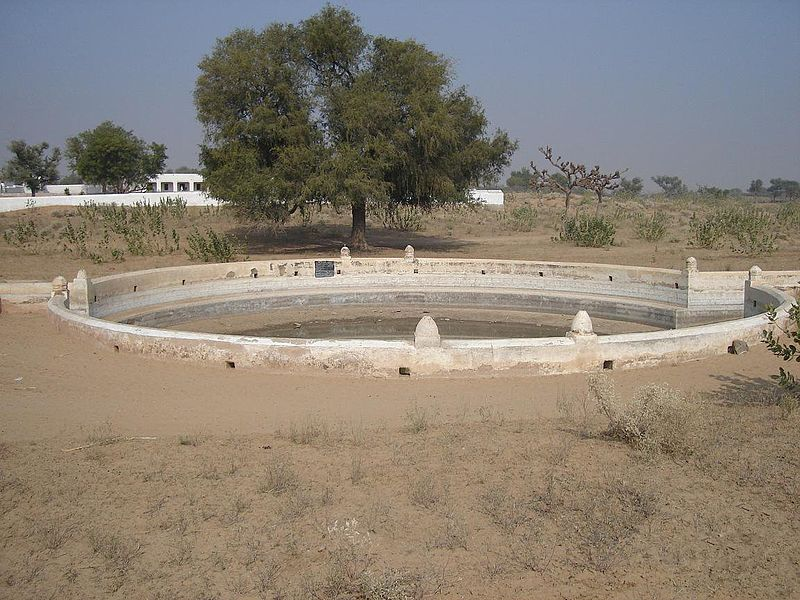
Captação de água da chuva.

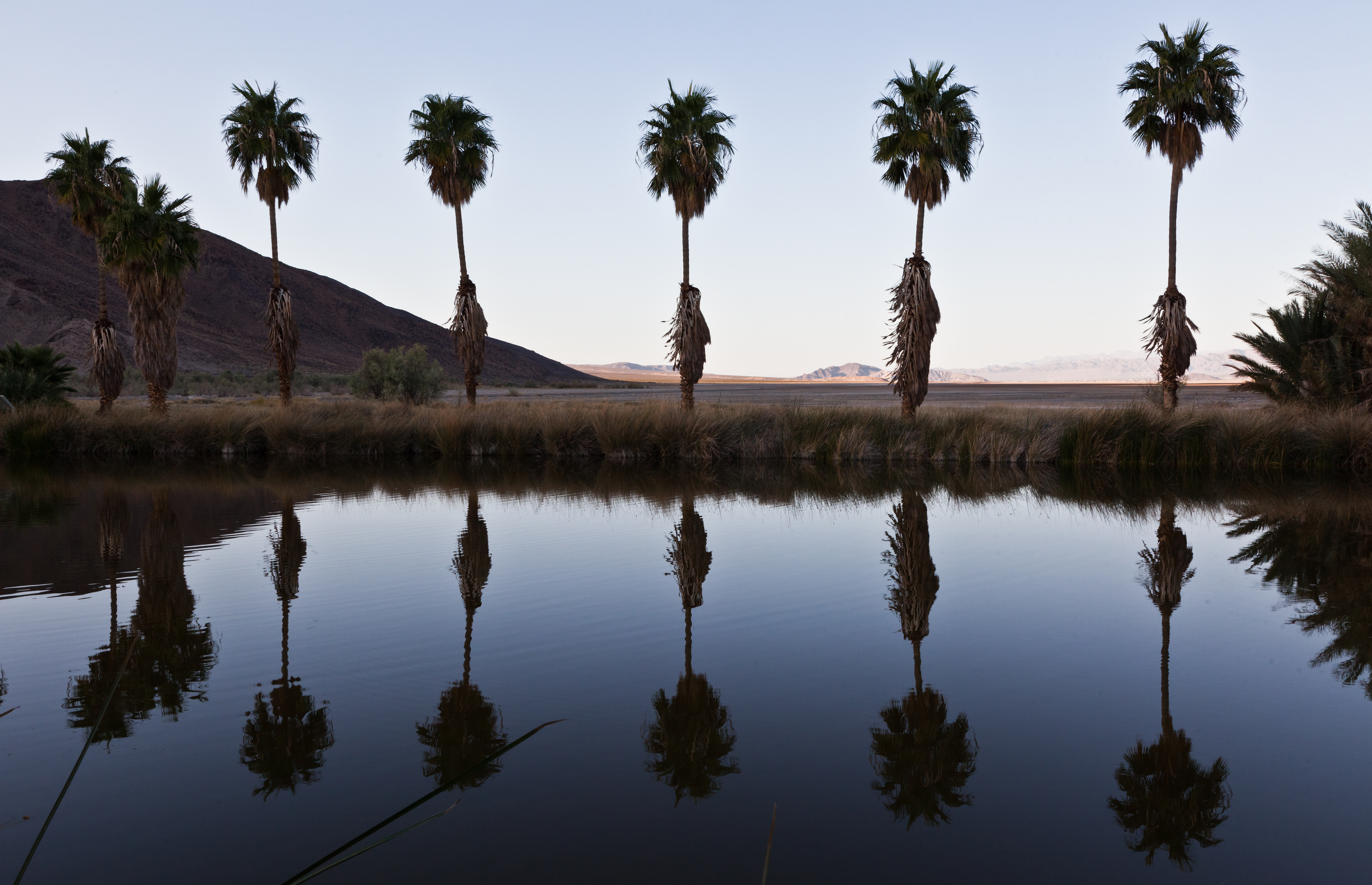
Lago Tuendae, um lago artificial no Centro de Estudos do Deserto Zzyzx, no Deserto de Mojave.

A ecologização do deserto é substancialmente uma questão de disponibilidade de água. A água pode ser disponibilizada através da poupança, reutilização, recolha de água da chuva, dessalinização ou utilização direta da água do mar para plantas que gostam de sal. A reutilização de água tratada e o fecho de ciclos são os mais eficientes porque os ciclos fechados representam um abastecimento ilimitado e sustentável – a gestão das águas pluviais é uma solução descentralizada e aplicável a zonas interiores – a dessalinização é muito segura desde que a energia primária para a operação da central de dessalinização esteja disponível. No Projeto Floresta do Saara a dessalinização é realizada por destiladores solares para geração de água doce. Outra técnica utilizada é a semeadura de nuvens, que auxilia na produção de precipitação em áreas com climas mais secos.
Recolher a água da chuva e armazená-la em lagoas, reservatórios ou tanques subterrâneos é uma das formas mais simples de melhorar o teor de humidade do solo, ajudando a aumentar a cobertura verde e a produção agrícola em zonas áridas. É um método eficaz para aumentar a disponibilidade de água em regiões áridas e pode contribuir para a ecologização do deserto de várias maneiras, tais como aumentar a humidade do solo para que os agricultores tenham uma fonte de água fiável para as suas culturas, mesmo durante períodos de pouca pluviosidade. Além disso, desempenha um papel importante na recarga das águas subterrâneas, uma vez que em muitas áreas áridas as águas subterrâneas esgotam-se facilmente, o que pode agravar ainda mais a aridez. Isto pode ajudar a combater a desertificação, reduzir a erosão do solo e promover a biodiversidade. Além disso, ajuda a aliviar a escassez de água em áreas com acesso limitado a fontes de água fiáveis. A captação de água da chuva pode servir como uma solução prática e sustentável. Reduz a pressão sobre os escassos recursos hídricos, como rios ou poços subterrâneos, e proporciona um sistema descentralizado de abastecimento de água. No geral, a recolha de água da chuva contribui para a ecologização do deserto, aumentando a humidade do solo, promovendo o crescimento da vegetação e conservando os recursos hídricos. É uma técnica económica e amiga do ambiente que pode ser implementada em várias escalas, desde famílias individuais até sistemas agrícolas de grande escala, para tornar as áreas desérticas mais produtivas e sustentáveis.

### Distribuição de água
A água doce ou a água do mar contida em sistemas centralizados pode ser distribuída por canais ou, em alguns casos, aquedutos (ambas as opções fazem com que a água evapore devido à exposição ambiental), calhas (como usado no Projeto Keita), tubulações de barro (semi-aberto ou fechado) ou mesmo sistemas subterrâneos como o qanāt. O modo de distribuição da água influencia a forma como é distribuída às plantas, que incluem a irrigação por gotejamento (usada apenas em tubulações), uma solução cara, wadis (lagos em forma de V escavados na terra) ou simplesmente plantar as árvores em buracos dentro/sobre a água do próprio cano, permitindo que as raízes acessem a água diretamente do cano (usado em qanāt, hidroponia etc.). A água também pode ser distribuída através de tubulações semiabertas, como visto nas passagens escavadas no Projeto Keita.

## Desvantagens
O uso de água para a ecologização de desertos em regiões áridas, no entanto, não é isento de desvantagens. A ecologização do deserto pelo esquema de irrigação da Autoridade do Vale de Helmand e Arghandab no Afeganistão reduziu significativamente o fluxo de água do rio Helmande para o Lago Hamun e isto, juntamente com a seca, foi citado como uma das principais razões para os graves danos à ecologia do Lago Hamun, grande parte do qual se degenerou desde 1999 de uma zona húmida de importância internacional para planícies salinas. Da mesma forma, no noroeste da China, as práticas de ecologização do deserto, alimentadas por benefícios económicos e ambientais, resultaram no esgotamento das fontes de águas subterrâneas, o que teve impacto na integridade do solo.

## Exemplos

### Austrália
A Sundrop Farms lançou uma estufa em 2016 para produzir 15.000 toneladas de tomates utilizando apenas solo desértico e água dessalinizada canalizada do Golfo Spencer.

### Ásia
A história da moderna ecologização dos desertos na Ásia centra-se em iniciativas que visam reduzir a desertificação e promover práticas sustentáveis de gestão dos solos. No entanto, os desafios enfrentados pelas nações do continente asiático são variados e as soluções foram adaptadas para satisfazer necessidades específicas. Um dos primeiros e mais notáveis exemplos de ecologização do deserto na Ásia ocorreu na China na década de 1970, o programa "Grande Muralha Verde", que visava plantar árvores ao longo da fronteira do Deserto de Gobi para travar a sua expansão. O programa envolveu o plantio de mais de 100 mil milhões de árvores em mais de 1.600 quilómetros de deserto numa década. A iniciativa teve sucesso na redução das tempestades de areia e no aumento das chuvas na região, e desde então o programa foi expandido para outras partes da China. No Médio Oriente, as iniciativas de ecologização do deserto de Israel visaram o deserto de Negev. As iniciativas incluem o estabelecimento de centros de investigação e desenvolvimento para a agricultura do deserto, a introdução de técnicas de irrigação gota a gota e a utilização de águas residuais tratadas para irrigação. No subcontinente indiano, as iniciativas de ecologização dos desertos da Índia e do Paquistão centraram-se na florestação e na conservação do solo. Estas iniciativas envolvem a plantação de árvores, arbustos e gramíneas para manter o solo no lugar, prevenir a erosão e melhorar a retenção de água. No geral, a história da moderna ecologização dos desertos na Ásia reflete a necessidade de enfrentar os desafios ambientais, como a desertificação, e de promover práticas sustentáveis de gestão dos solos. Estas iniciativas têm sido frequentemente bem sucedidas na abordagem destes desafios e na melhoria dos meios de subsistência das pessoas em regiões áridas.

### China

Programada Grande Muralha Verde da China.

O Programa de Abrigo Florestal Three-North, também apelidado de "Grande Muralha Verde", é uma série de florestas corta-ventos na China, concebidas para conter a expansão do Deserto de Gobi e reduzir a incidência de tempestades de areia que há muito causam problemas no norte da China, além de fornecer madeira à população local. O programa começou em 1978 com o resultado final proposto de aumentar a área florestal do norte da China de 5 para 15 por cento, e está planeado para ser concluído por volta de 2050, altura em que será de 4.500 km (2.800 mi) de comprimento. Em 2008, as tempestades de inverno destruíram 10% do novo stock florestal, levando o Banco Mundial a aconselhar a China a concentrar-se mais na qualidade do que na quantidade das suas espécies de stock.
Em 2009, a floresta plantada da China cobria mais de 500.000 km2 (190.000 sq mi), aumentando a cobertura arbórea de 12% para 18%. É a maior floresta artificial do mundo. De acordo com a Foreign Affairs, o programa fez a transição com sucesso do modelo económico na região do Deserto de Gobi, da agricultura industrial e pastorícia ecologicamente prejudiciais para o ecoturismo, a fruticultura e a silvicultura benéficas. Em 2018, a Administração Nacional Oceânica e Atmosférica dos Estados Unidos concluiu que o aumento da cobertura florestal observado por satélites é consistente com os dados do governo chinês. De acordo com Shixiong Cao, ecologista da Universidade Florestal de Pequim, o governo chinês reconheceu os problemas de escassez de água em regiões áridas e mudou a abordagem em relação à vegetação com menores necessidades de água. Zhang Jianlong, chefe do Departamento Florestal, disse à mídia que o objetivo era manter a saúde da vegetação e escolher espécies de plantas e técnicas de irrigação adequadas.
De acordo com um relatório da BBC News em 2020, os programas de plantação de árvores da China resultaram numa fixação significativa de carbono e ajudaram a mitigar as alterações climáticas, e o benefício foi subestimado por investigações anteriores. O programa também reverteu a desertificação do deserto de Gobi, que cresceu 10.000 km2 (3.900 sq mi) por ano na década de 1980, mas diminuiu em mais de 2.000 km2 (770 sq mi) em 2022.

### Índia
O solo do deserto de Thar, na Índia, permanece seco durante grande parte do ano e está sujeito à erosão. Ventos de alta velocidade sopram o solo do deserto, depositando-o nas terras férteis vizinhas e causando dunas de areia móveis no deserto que enterram cercas e bloqueiam estradas e carris ferroviários. Uma solução permanente para as dunas de areia móveis pode ser fornecida através da plantação de espécies apropriadas nas dunas para evitar mais movimentos e da plantação de quebra-ventos e faixas de proteção. Estas soluções também proporcionam proteção contra ventos quentes ou frios e dessecantes e a invasão de areia. O sistema do Canal Indira Gandhi, na Índia, é o principal sistema de irrigação do deserto de Thar e tem como objetivo recuperá-lo.
Existem poucas espécies de árvores locais adequadas para plantio na região desértica e o seu crescimento é lento. A introdução de espécies de árvores exóticas no deserto tornou-se uma necessidade, muitas espécies de eucalipto, acácia, cássia e outros géneros de Israel, Austrália, EUA, Rússia, Zimbabué, Chile, Peru e Sudão foram testadas no deserto de Thar. Vachellia tortilis provou ser a espécie mais promissora para a ecologização do deserto nesta região. A prevenção do deslocamento das dunas de areia pode ser realizada através do plantio de árvores como a Vachellia tortilis, perto da cidade de Laxmangarh . Outra espécie promissora é a jojoba, que também é economicamente valiosa.

### África
A moderna ecologização dos desertos em África é um fenómeno relativamente recente e foi iniciada principalmente nas décadas de 1950 e 1960. A iniciativa foi em grande parte impulsionada pelo desejo de combater a desertificação, o processo pelo qual as terras férteis se tornam estéreis e inadequadas para a agricultura, em todo o continente. Um dos primeiros e mais notáveis exemplos de ecologização de desertos em África ocorreu na Argélia. Na década de 1950, o governo argelino lançou um ambicioso programa para transformar mais de 20.000 quilómetros quadrados de terras áridas em terras agrícolas produtivas. Este projeto envolveu a construção de barragens, poços e redes de irrigação, bem como a introdução de técnicas agrícolas modernas e variedades de sementes. O programa fazia parte de um esforço mais amplo para combater a insegurança alimentar e melhorar os meios de subsistência nas zonas rurais. Nas décadas seguintes, projetos semelhantes foram empreendidos em outros países, como Mali, Níger e Senegal. Estas iniciativas centraram-se na promoção de práticas sustentáveis de agricultura e gestão de terras, bem como na reflorestação e na proteção dos ecossistemas naturais. Algumas das principais estratégias utilizadas incluíram a utilização de culturas resistentes à seca, a introdução de técnicas agroflorestais e o estabelecimento de sistemas de gestão baseados na comunidade. Nos últimos anos, os esforços de ecologização do deserto também foram impulsionados pelo desenvolvimento de tecnologias de energia renovável, como a energia solar e eólica. Estas tecnologias fornecem uma fonte sustentável de energia para regiões desérticas, que pode ser usada para alimentar sistemas de irrigação e outros equipamentos agrícolas. Os projetos de ecologização que integram soluções de energias renováveis são muitas vezes mais eficazes e rentáveis a longo prazo. Globalmente, a moderna ecologização dos desertos em África registou progressos significativos na redução do impacto da desertificação e na melhoria da sustentabilidade da agricultura e da gestão dos recursos naturais em zonas áridas. No entanto, permanecem muitos desafios, como a falta de financiamento, a instabilidade política e as alterações climáticas. Como tal, a investigação e o desenvolvimento contínuos de estratégias inovadoras, incluindo a integração de novas tecnologias, serão essenciais para o sucesso contínuo nesta área.
A "Grande Muralha Verde do Saara e do Sahel" é um projeto adotado pela União Africana em 2007, inicialmente concebido como uma forma de combater  a desertificação na região do Sahel e conter a expansão do Deserto do Saara através do plantio de um muro de árvores que se estende em todo o Sahel, da cidade de Djibouti a Dakar. As dimensões originais da "parede" foram estimadas em 15 km (9,3 mi) de largura e 7.775 km (4.831 mi) de comprimento, mas o programa expandiu-se para abranger nações tanto do Norte como do Oeste de África. Desde então, a moderna parede verde evoluiu para um programa que promove técnicas de recolha de água, proteção da vegetação e melhoria das técnicas de utilização dos solos indígenas, com o objetivo de criar um mosaico de paisagens verdes e produtivas em todo o Norte de África. O objetivo contínuo do projeto é restaurar 100 milhões de hectares de terras degradadas e capturar 250 milhões de toneladas de dióxido de carbono, e criar 10 milhões de empregos no processo, tudo até 2030.
Em Março de 2019, 15 por cento do muro estava concluído, com ganhos significativos obtidos na Nigéria, no Senegal e na Etiópia. No Senegal, foram plantadas mais de 11 milhões de árvores. A Nigéria restaurou 4.900.000 ha (12.000.000 acres; 49.000 km2) de terras degradadas, e a Etiópia recuperou 15.000.000 ha (37.000.000 acres; 150.000 km2). Um relatório encomendado pela Convenção das Nações Unidas para o Combate à Desertificação (UNCCD) foi publicado em 7 de setembro de 2020, que a Grande Muralha Verde cobriu apenas 4% da área planeada, com apenas 4.000.000 ha (9.900.000 acres; 40.000 km2)   plantados. A Etiópia teve o maior sucesso com 5,5 mil milhões de mudas plantadas, mas o Chade plantou apenas 1,1 milhões. Também surgiram dúvidas sobre a taxa de sobrevivência dos 12 milhões de árvores plantadas no Senegal.
Em Janeiro de 2021, o projeto recebeu um impulso na Cimeira One Planet, onde os seus parceiros prometeram 14,3 mil milhões de dólares para lançar o Acelerador da Grande Muralha Verde, que visa facilitar a colaboração e coordenação entre doadores e partes interessadas envolvidas em 11 países. Em Setembro de 2021, a Agência Francesa de Desenvolvimento estimou que 20 milhões de hectares foram restaurados e 350.000 empregos foram criados. De acordo com a segunda edição do Global Land Outlook publicado pela UNCCD em Abril de 2022, uma das razões pelas quais o projeto tem enfrentado desafios de implementação é o risco político associado ao investimento em nações mais frágeis, bem como o facto de muitos "projectos GGW gerarem baixos retornos económicos em comparação com os significativos benefícios ambientais e sociais acumulados que muitas vezes têm pouco ou nenhum valor de mercado”. Além disso, os doadores internacionais parecem favorecer o investimento em nações mais estáveis, escolhendo quais os projetos que irão financiar e deixando para trás as nações com governos menos estáveis.